# Emblema nacional de Macedònia del Nord
L'emblema nacional de la República de Macedònia del Nord és una versió de l'adoptat per la República Socialista de Macedònia, una de les integrants de l'extinta Iugoslàvia, el 27 de juliol de 1946. Està basat en el model del de la República Federal Socialista de Iugoslàvia i no té relació amb els escuts heràldics tradicionals de Macedònia del Nord. En no seguir les normes de la ciència heràldica, es considera un emblema i no un escut d'armes. Juntament amb el de Belarús, són els únics símbols estatals europeus que encara mantenen l'estil i els símbols socialistes.

## Descripció
És ovalat, amb la part central que inclou un paisatge amb una muntanya (el Korab), unes ones (el riu Vàrdar) i un sol radiant. Està emmarcat per una garlanda formada per espigues de blat, fulles de tabac i capolls de rosella, lligats a la base amb una cinta decorada amb un brodat amb motius tradicionals macedonis; anteriorment aquesta cinta duia la inscripció en caràcters ciríl·lics H. P. MAKEДOHИJA (N[arodna] R[epublika] Makedonija, 'República Popular de Macedònia'). Culmina a la part superior amb una estrella roja de cinc puntes. Tots aquests elements representen, segons l'antiga Constitució socialista, la riquesa del país i la lluita per la llibertat.

## Història

Emblema de la RS de Macedònia (1944-1946)
Emblema nacional de Macedònia del Nord (1946-2009)

En la versió originària les muntanyes simbolitzaven el Pirin, que són part de la Macedònia històrica, en al·lusió a una futura Macedònia unida que seria part d'una nova federació dels Balcans. Arran del trencament iugoslau amb la Unió Soviètica el 1948, l'URSS no va permetre que Bulgària i Albània es federessin amb Iugoslàvia i, veient que la unió desitjada no seria possible, cap als anys 40-50 les muntanyes van passar a representar el Korab, situat en territori estrictament de la República Popular.
Arran de la independència i la nova Constitució del 1991 es va plantejar el canvi de símbols. Es va mantenir l'himne nacional i es va adoptar una nova bandera amb l'anomenat sol de Vergina, que arran del conflicte amb Grècia es va canviar per l'actual, també amb un sol però dissenyat diferentment. Pel que fa a l'escut, es van voler recuperar les armories que tradicionalment havien representat Macedònia: de gules, un lleó coronat d'or amb la cua bifurcada, que ja es trobaven als Armorials Il·lírics del final del segle xvi i en alguns anteriors com el de Fojnica, del segle xiv.

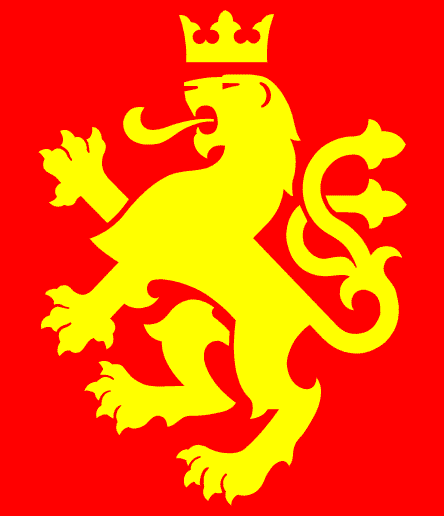
Versió estilitzada del lleó tradicional macedònic, obra de Miroslav Grčev (1992)

La proposta de l'arquitecte i dissenyador gràfic Miroslav Grčev de 1992, basada en l'escut del lleó, fou avalada per la Societat Heràldica de Macedònia, que la considerava la més adequada; altres propostes incloïen el sol de la bandera amb una M estilitzada afegida, el mateix escut de la República socialista però sense l'estrella roja i, també, conservar l'antic paisatge socialista i col·locar-lo dins un escut d'armes, semblantment al que havia fet Eslovènia.
La proposta no va tirar endavant principalment perquè alguns partits polítics com el cristianodemòcrata VMRO-DPMNE ja usaven l'emblema del lleó, els partits albanesos el consideraven representatiu només de l'ètnia macedònica i, a més, l'escut de Bulgària ja tenia un lleó molt similar.
Per tot plegat, els partits van decidir continuar amb el símbol heretat de l'anterior règim fins a trobar una solució.